# Wilhelmstraßenfest

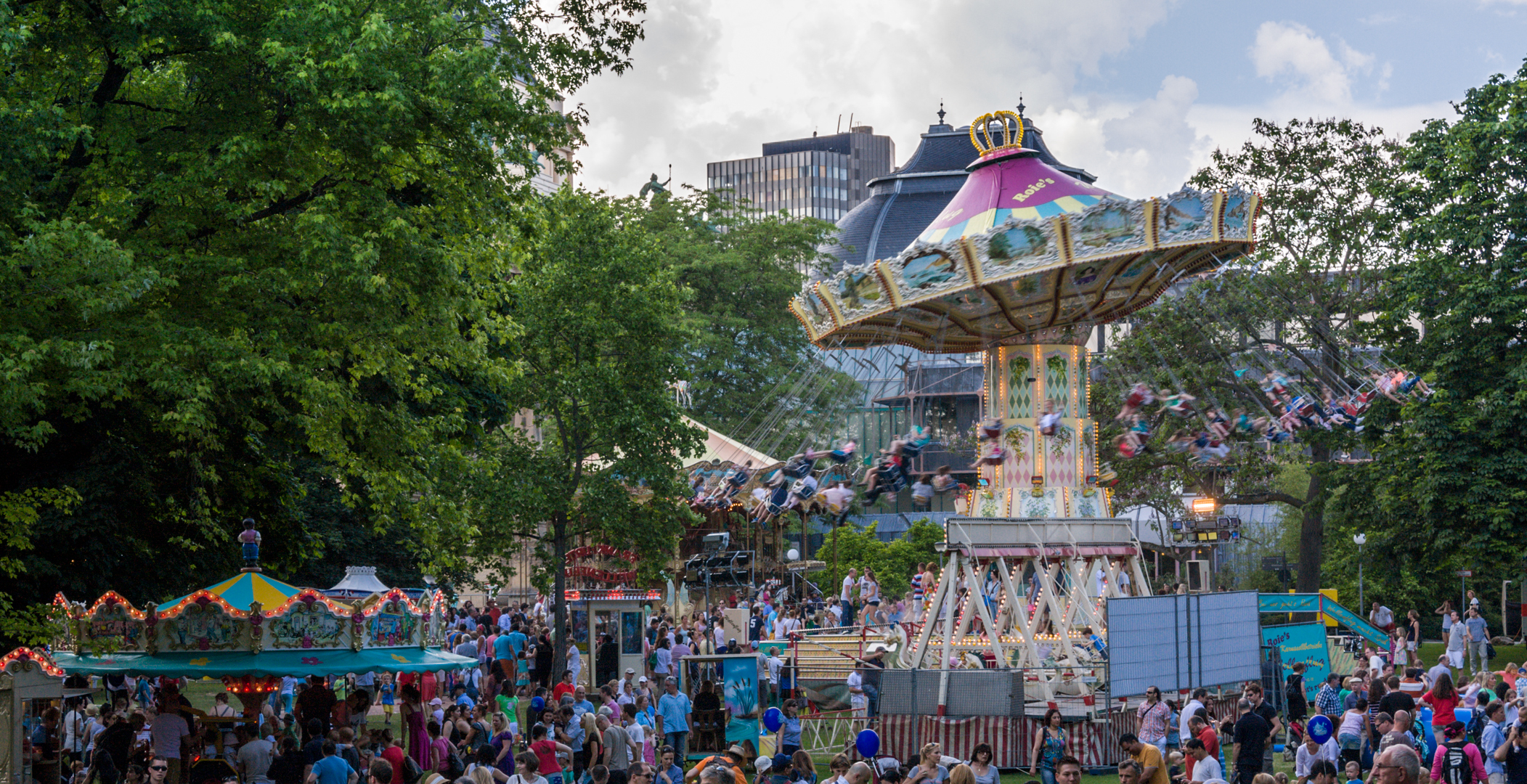
Ein Kettenkarussell im Warmen Damm auf dem Wilhelmstraßenfest 2013

Das Wilhelmstraßenfest, offiziell Theatrium, in der hessischen Landeshauptstadt Wiesbaden ist mit geschätzten 250.000 Besuchern an den beiden Festtagen das größte Straßenfest in Deutschland.
Es findet jährlich am zweiten Juni-Wochenende (Freitag und Samstag) auf der Wiesbadener Wilhelmstraße – von einigen auch „Rue“ genannt – und in den angrenzenden Grünanlagen (Bowling Green und Warmer Damm) statt. Im Jahr 2011 bezog man auch den Donnerstag mit ein, da dieser mit dem Feiertag Christi Himmelfahrt zusammenfiel.
Seine offizielle Bezeichnung ist „Theatrium“. Dieser Name leitet sich aus der Tatsache ab, dass das Wilhelmstraßenfest erstmals 1977 anlässlich der Wiedereröffnung des Hessischen Staatstheaters nach dessen Renovierung stattfand. Der Name „Theatrium“ leitet sich danach ab aus „Theater“ und „Atrium“ (lat. für „im Freien“). „Wilhelmstraßenfest“ hat sich aber allgemein eingebürgert.

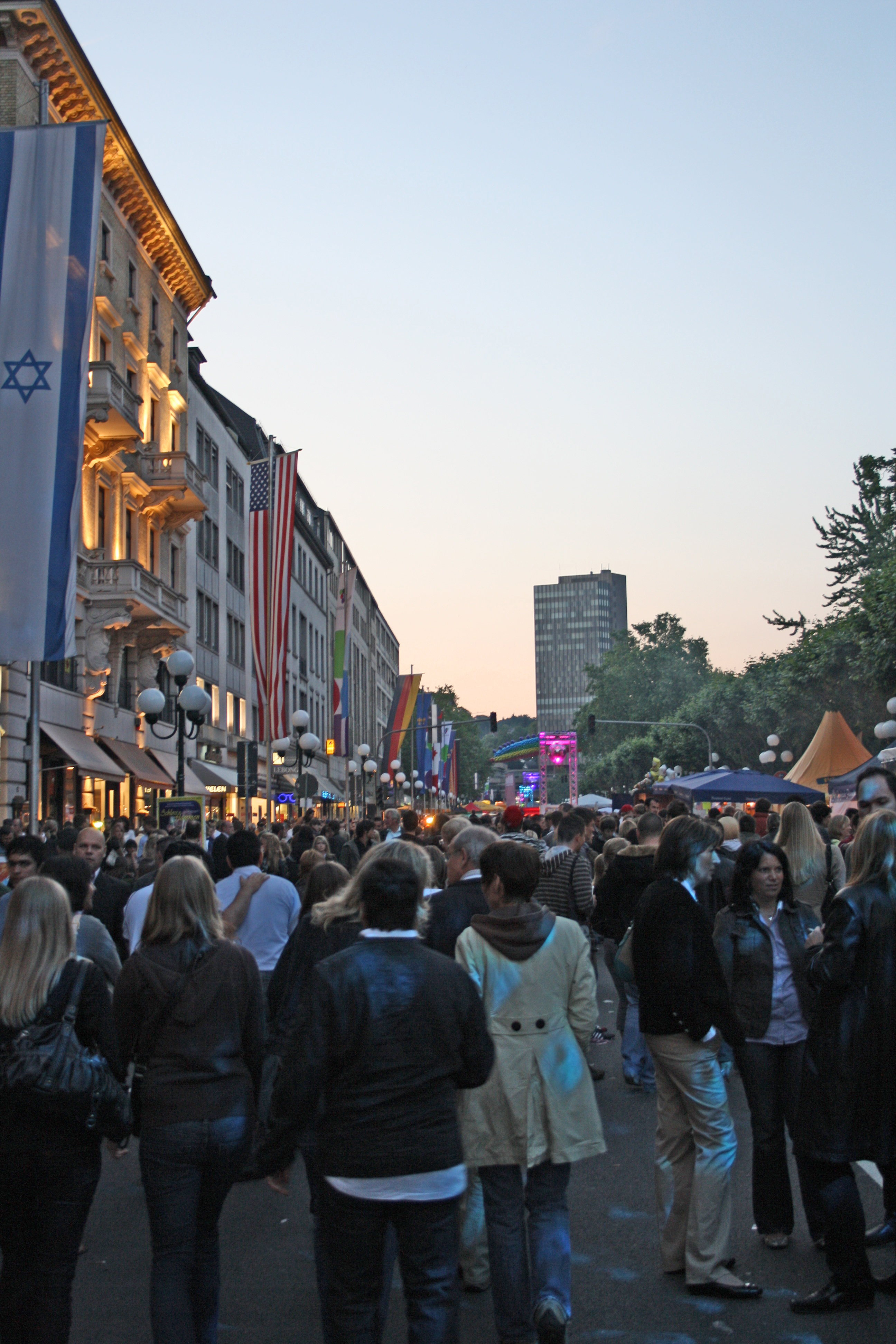
Die Wilhelmstraße während des Festes
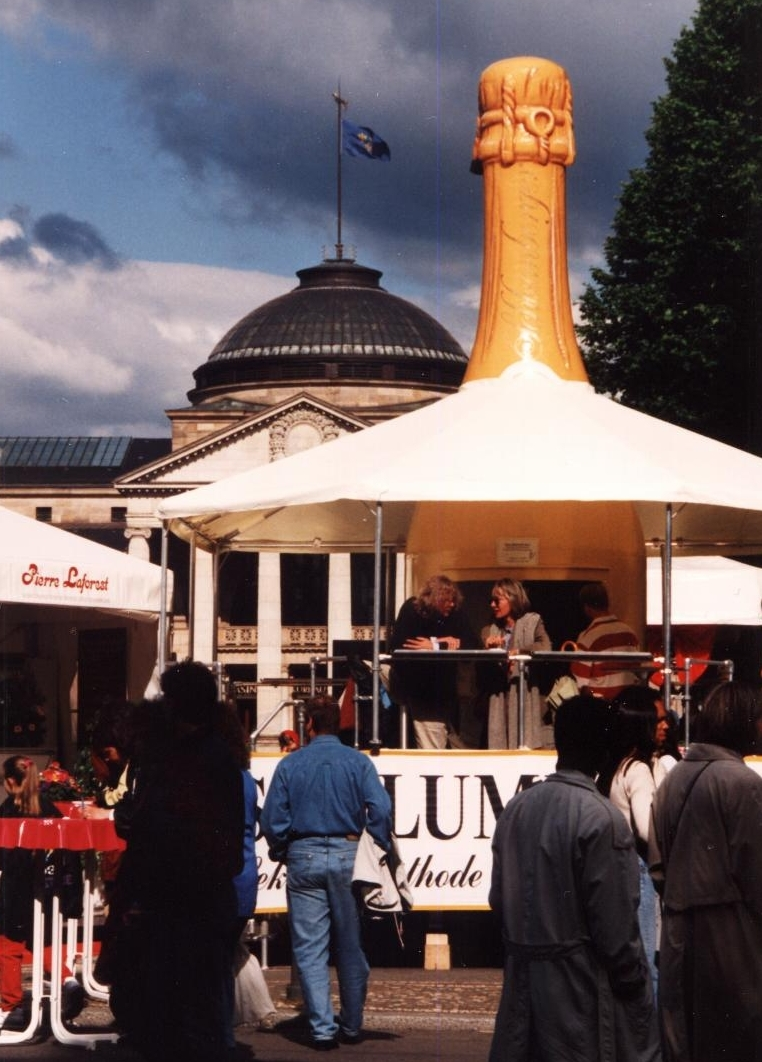
Ein Sektstand auf dem Bowling Green vor dem Kurhaus

Das Fest bietet als größte Freiluft-Veranstaltung der Stadt neben kulinarischen Spezialitäten viel Musik und Showeinlagen auf bis zu sieben größeren und kleineren Bühnen, Fahrgeschäfte, einen Kunsthandwerkermarkt mit 130 Ausstellern.